# Clémence DesRochers
Pour les articles homonymes, voir Desrochers.
Clémence DesRochers (née Clémence Irène Claire DesRochers le 23 novembre 1933 à Sherbrooke au Québec) est une artiste multidisciplinaire québécoise. Durant ses 50 années de carrière, elle est, entre autres, actrice, scénariste, écrivaine, chanteuse et humoriste.

## Biographie
Née à Sherbrooke en 1933, Clémence DesRochers est la fille du poète Alfred DesRochers et de Rose-Alma Brault (1901 - 1964).
À l'âge de 17 ans (en 1950), elle s'établit à Montréal, où elle fait son diplôme à l'École normale puis gagne sa vie comme institutrice tout en suivant des cours au Conservatoire d'art dramatique de Montréal. Elle entre dans la troupe de la Roulotte de Paul Buissonneau peu après sa création en 1953. Elle obtient son premier contrat à la télévision en 1956 dans la série Rodolphe.
En 1957, elle fait ses débuts au Cabaret Saint-Germain-des-Prés (à Montréal) aux côtés de Jacques Normand. Elle est l'une des fondatrices, en 1959, du regroupement Les Bozos, installé au deuxième étage du Lutèce, rue Crescent, avec Ferland, Léveillée, Lévesque, Blanchet et Brousseau. En 1960, elle joue dans La famille Plouffe, puis interprète durant deux saisons la petite Julie dans Côte de Sable. Elle joue aussi dans Le Pain du jour et Grujot et Délicat et participe à des dizaines de spectacles d'humour et à des pièces de théâtre.
Sa comédie musicale Le vol rose du Flamant (1964), la première au Québec, qui fait l'objet d'un disque après avoir été portée à la scène, ouvre la voie à un nouveau genre qui en inspirera plus d'un, Michel Tremblay en tête.
En 1966, elle ouvre une boîte à chansons, La Boîte à Clémence, dans une salle attenante au restaurant Le Fournil que venait de fonder Yvon Deschamps. Elle produit des revues : La grosse tête, Les Girls, La belle amanchure et C'est pas une revue, c't'unshow. En 1969, Les Girls, qui regroupait Paule Bayard, Chantal Renaud, Diane Dufresne et Louise Latraverse, remporte un grand succès et sera présenté dans d'autres salles, dont la Place-des-Arts, pour ensuite partir en tournée un peu partout au Québec.
En mai 2018, elle invite la Fabrique culturelle à entrer dans son monde de poésie, tout en dévoilant son processus de création des dernières années.

## Vie privée
Au tournant des années 2000, Clémence s’est livrée sur sa vie de couple alors que Louise avec qui elle était en couple depuis quarante ans et qui était également son agente, a dû faire face à la maladie.

## Œuvre littéraire
- Le monde sont drôle, Nouvelles, suivies de La Ville depuis, Éditions Parti-Pris, 1966
- Sur un radeau d'enfant, Poèmes, monologues, chansons, Éditions Leméac, 1969
- Le rêve passe, Théâtre, collection « Répertoire québécois » Éditions Leméac, 1972
- La Grosse Tête, Poèmes, monologues, chansons, Éditions Leméac, 1973
- J'ai de p'tites nouvelles pour vous autres, Nouvelles et dessins, Éditions de l’Aurore, 1974
- Le monde aime mieux...Clémence DesRochers, Poèmes, chansons, monologues, nouvelles, théâtre, Les Éditions de l’Homme, 1977
- Le Choix de Clémence dans l'œuvre d'Alfred DesRochers, Textes choisis, Les Presses Laurentiennes, 1981
- Les Plus Belles Chansons de Clémence, Cahier de partitions musicales de douze chansons, Éditions Chant de mon pays, 1983
- Veux-tu encore de ce jardin?, en collaboration avec Benoît Simard, Poésie, 1983
- Le réticule tue, Livre-objet en collaboration avec Françoise Lavoie, avec le concours de sept autres artistes et de Clémence DesRochers (pour les textes)
- J'haï ça écrire, Poèmes, monologues, chansons et dessins, Éditions Trois, 1986
- Tout Clémence, Tome 1 : 1957 à 1974, Montréal, VLB éditeur, 1995
- Tout Clémence, Tome 2, Les écrits de 1974 à 1994, VllB éditeur, 1995
- Nos mères, Poésie et illustrations, Les éditions du Lilas, 2001
- Le Petit Clémence illustré, Poésie et illustrations, Les éditions du Lilas, 2002
- Les Animaux de mon rang, Poésie et illustrations, Les éditions du Lilas, 2002

## Discographie
1958 : 2 disques 45 tours (et 78 tours) fesseses à entendre ses premiers monologues.
1959 : Labrecque / DesRochers / De Courval (London, MB-3, Compilation): L'enfant de Marie; Les enfants de ma sœur.
1962 : Clémence Des Rochers, volume 1 (33 tours), chansons et monologues (1962, Sélect, 298.047) Face A : Chansons: Tais-toi; Just pretending; La danseuse espagnole; En quête; La vie d'factrie; La soirée de chez nous; Face B : Monologues: L'Achalant qui passe; La ballade de mes amours; Ah! que j'aurais le goût; L'art d'être femme; Fra-Gio-Gio-Fragetti.
1964 : Le vol rose du flamant (33 tours) chansons (RCA Victor, PCS-1024). Face A : Le vol rose du flamant (Tous les artistes); C'est moi, Roberta (Denise Filiatrault); Ti-Loup est mort (Olivier Guimond); Récitatif des arrivants (Tous les artistes); Le Gigueur de ville (Tous les artistes); La routine de Maurice EmCi (Jean Besré); Souvenirs de voyage (Jean-Pierre Masson); Au prix du gros (Jacques Desrosiers); La cigarette-girl (Clémence DesRochers); Last call (Jean-Pierre Masson et Jacques Desrosiers); Face B : Chanson d'amour de Roberta (Denise Filiatrault); Blues de Greta (Monique Lepage); Amour sans humour (Roger Joubert); Humour sur l'amour (Clémence DesRochers); Don d'amour (Denise Filiatrault); Twist contre Maurice (Clémence DesRochers, Roger Joubert); Berceuse (Janine Sutto).
1965 : Clémence... sans pardon (33 tours), chansons et monologues, enregistré en public (Gamma, GM-104). Face A : Gigi-la-lanterne; L'Oiseau rare; La Ville depuis; La Robe de soie; Avant; La Tourist’s Girl; Les noces. Face B : Le bouchon chanceux; L'homme de ma vie; Deux femmes; Les Demoiselles Célestes; Les Jeudis du groupe.
1971: La belle amanchure (33 tours), revue enregistrée en public. Avec Françoise Lemieux et les Baronets : Pierre Labelle et René Angelil (Tremplin, TNL.2001). Face A : Si nous sommes ensemble; La Partie de cartes; C'est fini nous deux (monologues): L'Intellectuel et la "Bonne Mouman"; Vivianne et Moi; La Mystique et la Jalouse; Tout l'monde m'aime; Face B : Fragilité; Le Jour de gloire; Mina la victime; Chanson de fin de journée; L'Heureux divorcé; Finale.
1973 : Il faut longtemps d’une âpre solitude pour assembler un poème à l’amour (33 tours), poèmes, monologues et chansons (Polydor, 2424.087).
Face A : Les bottes à semelles hautes; Yvanna la frotteuse; Le Gant de crin; Quelques jours encor; Les Demoiselles célestes; La Vie d'factrie; Face B : Ousqui sont tout’s?; Le Géant; Faut que tu fesses ta vie ou Gérard, Gérard; J'y pense; Le Géant (reprise musicale).
1975 : Je t’écris pour te dire (33 tours), (Franco, FR-790). Face A : Le beau voyage [monologue]; Je t'écris pour te dire; Ta chanson d'amour; La Chaloupe Verchères; L'Homme de ma vie; Face B : Enquête; Doux Nid d'amour; Quelques jours encor; Lettre d'amour et de lune [monologue]; Je ferai un jardin. 
1975 : Comme un miroir (33 tours), monologues et chansons (Franco, FR-793). Face A : Monologues: L'Année de la femme (L’A. de la F.); La Violente; Adrienne-la-moyenne; La Topless. Face B : Chansons: La Femme-Accordéon; Le Tablier blanc; Galeries d'Anjou; Full Day of mélancolie; L'Amante et l'Épouse; Le monde aime mieux… Mireille Mathieu. 
1977 : Mon Dernier Show (33 tours), album double enregistré en spectacle (Franco, FR-41001). Premier Disque / Face A : Ouverture musicale; Un sujet délicat; Connaissez-vous le nom des fleurs?; La Tantine Normande; Hommages; Premier Disque / Face B : L'Acheteuse; Ton départ; Mon horaire; Deuxième Disque / Face A : On a eu un bien bel été; La jeune femme snob; La maison neuve; Petit Poodle, adieu!; Deuxième Disque / Face B : Le chic Marcel; La Strip-Thèse; Full Day of mélancolie; La Traditionnelle Chanson.
1981 : Les Chansons des Retrouvailles (33 tours), chansons, (Éditions Galoche, 001). Face A : Moi, c'est le sport; C'est toujours la même chanson que je chante…; La Gigue des perles rares; Où sont les enfants ?; La Chatte surprise; Face B : L'Hymne à la bière; La grosse Raymonde; Madame Bricole; Vous étiez si belle; Deux vieilles.
1983 : Plus folle que jamais (33 tours) Monologues et chansons (Éditions Galoche, EG-002). Face A : Ouverture; J'haï écrire!; Ma maison dans la M.I.U.F.; Pour le prix qu'on paye; Olive et Ettie; Le Voyage de poche; Face B : La Surprise-Party; Valentine et la publicité; Mon Self-Portrait; La vieille rockeuse.
1997 : Clémence presqu'intégrale (Fonovox, VOX 7905-2, Compilation). Disque 1 : Ce que toute jeune débutante... (1958 à 1974); Disque 2: Comme un miroir; Mon dernier show (1975 à 1977); Disque 3: Les Retrouvailles (1980); Disque 4: Plus folle que jamais (1983); Disque 5: Le Derrière d'une étoile (1985); J'ai show! (1989); De retour après la (méno)pause (1993)
1997 : Le meilleur de Clémence (Fonovox, VOX 7946-2, Ce que toute jeune débutante devrait savoir; Le Gant de crin; L'Acheteuse; Le Retour de Valentine; Le Voyage de poche; Le Club Med; La Partie de Scrabble; Le Voyage à Boston. 
2003 : De la Factrie au Jardin Chansons (Éditions Galoche, EG1002). La Vie d'factrie; La ville depuis; Full Day of Mélancolie; Deux vieilles; Pour le moment; L'Homme de ma vie; Vous étiez si belle; Où sont les enfants; Le Lac en septembre; Midi à Georgeville; La grosse Raymonde; On a eu un bien bel été; Le Doux vent d'été; La Chaloupe Verchères; Je ferai un jardin. (Nouveaux enregistrements)
2005: Mes "classiques" en public (Éditions Galoche, EG1003). La Dernière fois; Les Jeudis du groupe; La Robe de soie; La Jaquette en papier; La Chaloupe Verchère; L'Homme de ma vie; La Topless; Ma première paye; Moi c'est le sport; Gérard, Gérard; Deux vieilles; Le Lac en septembre; Le Gant de crin; La Danseuse espagnole; Y mouille tout le temps; Un sujet délicat; Ida et Emma au centre d'écueil; Je ferai un jardin; La Ménopause.
Le fonds d'archives de Clémence DesRochers est conservé au centre d'archives de Montréal de Bibliothèque et Archives nationales du Québec.

## Filmographie

### Comme actrice
- 1956 : Rodolphe
- 1957 - 1959 : La Famille Plouffe (série télévisée) : Agathe Plouffe
- 1960 : La Côte de sable (série télévisée) : Julie Paradis
- 1968 : Grujot et Délicat (série télévisée) : Mademoiselle Sainte Bénite
- 1969 : Valérie
- 1972 : Quelle famille! (série télévisée) : Gaby
- 1973 : Y'a toujours moyen de moyenner!
- 1976 : 90 Minutes Live (série télévisée) : Regular
- 2002 : Asbestos (série télévisée) : Antoinette Gagnon
- 2003 : La Grande Séduction : Clothilde Brunet
- 2003 : Les Aventures tumultueuses de Jack Carter (série télévisée) : Florence
- 2006 : Le Secret de ma mère : Rolande
- 2010 : Route 132 : Mme Déziel
- 2023 : Testament[12]

## Récompenses et nominations

### Gala de l'ADISQ
| Année | Catégorie                                  | Pour                                                                           | Résultat   |
| ----- | ------------------------------------------ | ------------------------------------------------------------------------------ | ---------- |
| 1981  | spectacle de l'année - humour              | Les retrouvailles de Clémence                                                  | lauréat    |
| 1981  | scripteur de l'année - spectacle           | Clémence DesRochers                                                            | lauréat    |
| 1983  | microsillon de l'année - humour            | Plus folle que jamais                                                          | nomination |
| 1983  | spectacle de l'année - humour              | Plus folle que jamais                                                          | nomination |
| 1986  | spectacle de l'année - humour              | Le derrière d'une étoile                                                       | nomination |
| 1993  | émission de télévision de l'année - humour | Le monde selon Clémence (avec artistes variés)                                 | nomination |
| 1994  | spectacle de l'année - humour              | De retour après la (méno)pause                                                 | nomination |
| 1994  | scripteur de spectacles de l'année         | Clémence DesRochers pour De retour après la (méno)pause de Clémence DesRochers | nomination |

### Gala Québec Cinéma
| Année | Catégorie                    | Pour                | Résultat |
| ----- | ---------------------------- | ------------------- | -------- |
| 2004  | meilleure actrice de soutien | La Grande Séduction | lauréat  |

### Autres prix
- 1984 : Médaille Jacques-Blanchet
- 2001 :  Chevalière de l'Ordre national du Québec[18]
- 2005 : Prix Denise-Pelletier, pour l'ensemble de son œuvre
- 2009 : Prix du Gouverneur général pour les arts de la scène
- 2009 :  Officier de l'Ordre du Canada[19]
- 2015 : Ordre des arts et des lettres du Québec

## Anecdotes
La chanteuse Renée Claude rend un vibrant hommage à Clémence DesRochers en 1980 en donnant un spectacle regroupant ses plus grands succès, spectacle qui s'intitule Moi, c'est Clémence que j'aime le mieux. Le succès étant au rendez-vous, Renée Claude grave un album des chansons de Clémence l'année suivante, en 1981, et remonte sur scène plusieurs années encore pour offrir ce spectacle.
Fabienne Thibeault et la chanteuse française Jacqueline Dulac ont aussi des chansons de Clémence dans leur répertoire respectif.

## Documentaire
- Clémence DesRochers - La Clémence des dieux, par Philippe Baylaucq et René Chénier, ONF, 2009, 6', en ligne.